# Mikroregion Iguatemi

Mikroregion Iguatemi

Mikroregion Iguatemi – mikroregion w brazylijskim stanie Mato Grosso do Sul należący do mezoregionu Sudoeste de Mato Grosso do Sul.

## Gminy
- Angélica
- Coronel Sapucaia
- Deodápolis
- Eldorado
- Glória de Dourados
- Iguatemi
- Itaquiraí
- Ivinhema
- Japorã
- Jateí
- Mundo Novo
- Naviraí
- Novo Horizonte do Sul
- Paranhos
- Sete Quedas
- Tacuru